# ليجوكي

ليجوكي هو نهر في فنلندا في منطقة أوستروبوتني الشمالية. النهر لديه العديد من الروافد . ويتدفق ل370 كيلومترا في خليج بوثنيا. بعض روافده الرئيسية هي سيورانجوكي ليفوجوكي. النهر لديه العديد من المنحدرات، وحوالي 150.